# Guiraud de Béziers
Saint Guiraud (né à Puissalicon en 1070 - mort le 5 novembre 1123 à Béziers) était un évêque de Béziers du XIIe siècle.

## Biographie et légende
Diacre en 1094, et prêtre en 1101, il a été le deuxième prieur de Cassan à Roujan. Il devient évêque en 1121 lorsque l'évêque précédent, Arnaud de Lévezou, a été élu archevêque de Narbonne. Après avoir œuvré pour les pauvres, les malades et les pèlerins, il meurt le 5 novembre 1123 à Béziers et est inhumé auprès de saint Aphrodise. Il est reconnu saint catholique, et fêté le 5 novembre. 
La légende rapporte que sa mère ne le porta que sept mois dans son sein et que, lorsqu'on lui administra le baptême, l'eau des fonts baptismaux se mit à bouillonner comme si on y avait planté du fer rouge. Ce prodige fut regardé comme le présage de la sainteté de l'enfant.
La légende veut aussi qu'il soit pauvre. Cependant, des biographies antérieures se référant à don Vaissette estiment que plusieurs actes et chartes portant la signature Guiraud de Puissalicon sont la preuve qu'il était de famille noble : celle des "Puissalicon".

### Article liés
- Abbaye de Cassan
- Diocèse de Béziers
- Liste des évêques de Béziers